# Oumar Sissoko
Oumar Sissoko   (Montreuil, 13 de setembre de 1987) és un exfutbolista malià de la dècada de 2010.
Fou internacional amb la selecció de futbol de Mali.
Pel que fa a clubs, fou jugador de FC Metz, Ajaccio, Orléans i Le Havre AC.
És cosí del també futbolista Mohamed Sissoko.